# Мушевани
Мушевани (груз. მუშევანი, азерб. Dəllər) — село Болнисского муниципалитета, края Квемо-Картли республики Грузия со 100 %-ным азербайджанским населением. Находится в юго-восточной части Грузии, на территории исторической области Борчалы.

## История
Среди местного населения распространено два названия села - «Dəllər» (рус. «Далляр») или «Aran-Dəlləri» (рус. «Аран-Далляри»). Топоним села связан с названием тюркских племен Теле/Таля. Это племя является родственным с родом Далляр, проживающим в селе Колагир Болнисского района Грузии.

### Изменение топонима
В 1990—1991 годах, в результате изменения руководством Грузии исторических топонимов населённых пунктов этнических меньшинств в регионе, название села Далляр («азерб. Dəllər») было изменено на его нынешнее название — Мушевани.

## География
Село находится на правом берегу реки Машавера, в 14 км от районного центра Болниси, на высоте 750 метров от уровня моря.
Граничит с районным центром Болниси, поселком Казрети, с селами Зварети, Кианети, Джавшаниани, Квеши, Квемо-Болниси, Болниси, Самцевриси, Шуа-Болниси, Акаурта, Дзвели-Квеши, Дзедзвнариани, Поцхвериани, Гета, Ратевани, Хахаладжвари, Ицриа и Тандзиа Болнисского Муниципалитета, а также с селами Диди-Дманиси и Машавера Дманисского Муниципалитета.

## Население
По данным Государственного статистического комитета Грузии, согласно официальной переписи 2002 года, численность населения села Мушевани составляет 1194 человека и на 100 % состоит из азербайджанцев.

## Экономика
Население в основном занимается овцеводством, скотоводством и овощеводством. В селе находится питьевой источник воды.
Полив земель в селе осуществляется за счёт казретского канала, протяжённостью 31 км, берущего начало в месте соединения рек Машавера и Казретула. По официальным данным немецких независимых исследовательских групп а также грузинского исследовательского агентства по окружающей среде, воды реки Машавера и Казретского канала загрязнены опасными для здоровья человека металлами, попадающими сюда в результате работы горных рудников, отданных под управление иностранным инвесторам.

## Достопримечательности
- Средняя школа — построена в 1931 году.[5][11]

## Известные уроженцы
- Аббасов Тахмаз Алы оглу, Основатель и первый директор Мушеванской восьмилетней и средней школы
- Аббасов Видади Тахмаз оглы - вице-президент ФНКА азербайджанцев России, председатель НКА азербайджанцев Нижегородской области. Член Союза журналистов России.[12]
- Гияс Маджидов - Коммерческий директор ООО "Био Джус"
- Ашуги - Мурад Ковряк, Ахад, Али;[5]
- Алихан Яхьяоглы - поэт, кавалер ордена «Слава» Азербайджанской Республики;[5]
- Алиджан Сарыйев - учёный;[5]
- Ибрагимхалил Татыев - учёный;[5]
- Шамо Исрафилов - учёный;[5]
- Ибрагимов Элдузар Интизам оглы  Врач-Нейрохирург. Врач-Невролог- Вертебролог. Врач-рентгенолог.